# Agrostis youngii
Agrostis youngii é uma espécie de gramínea do gênero Agrostis, pertencente à família Poaceae.